# Пяденица глазчатая
Пяденица глазчатая (лат. Cosmorhoe ocellata) — вид молевидных бабочек-пядениц рода Cosmorhoe из трибы Cidariini подсемейства Larentiinae (Geometridae). Палеарктика (от Великобритании до Кыргызстана)

## Экология
В Альпах вид можно встретить на высоте до 1500 метров. Вид встречается во многих местах обитания, включая вересковые пустоши, лиственные и смешанные леса, лесные вырубки, кустарниковые заросли, луга, болота, кустарники, сады и парковые ландшафты.

## Описание
Размах крыльев составляет от 20 до 29 мм, а длина передних крыльев — от 13 до 15 мм. Цвет основания передних крыльев — от кремово-белого до ярко-белого. Основание и середина окрашены от чёрного до сине-чёрного. Последняя пересечена двумя яркими линиями. В средней полосе находится глубокое, зазубренное пятно. На светлых участках между основанием и срединной полосой, а также в краевом поле серые или черные пятна разной степени выраженности. Задние крылья беловатые, с небольшим чёрным средним пятном.

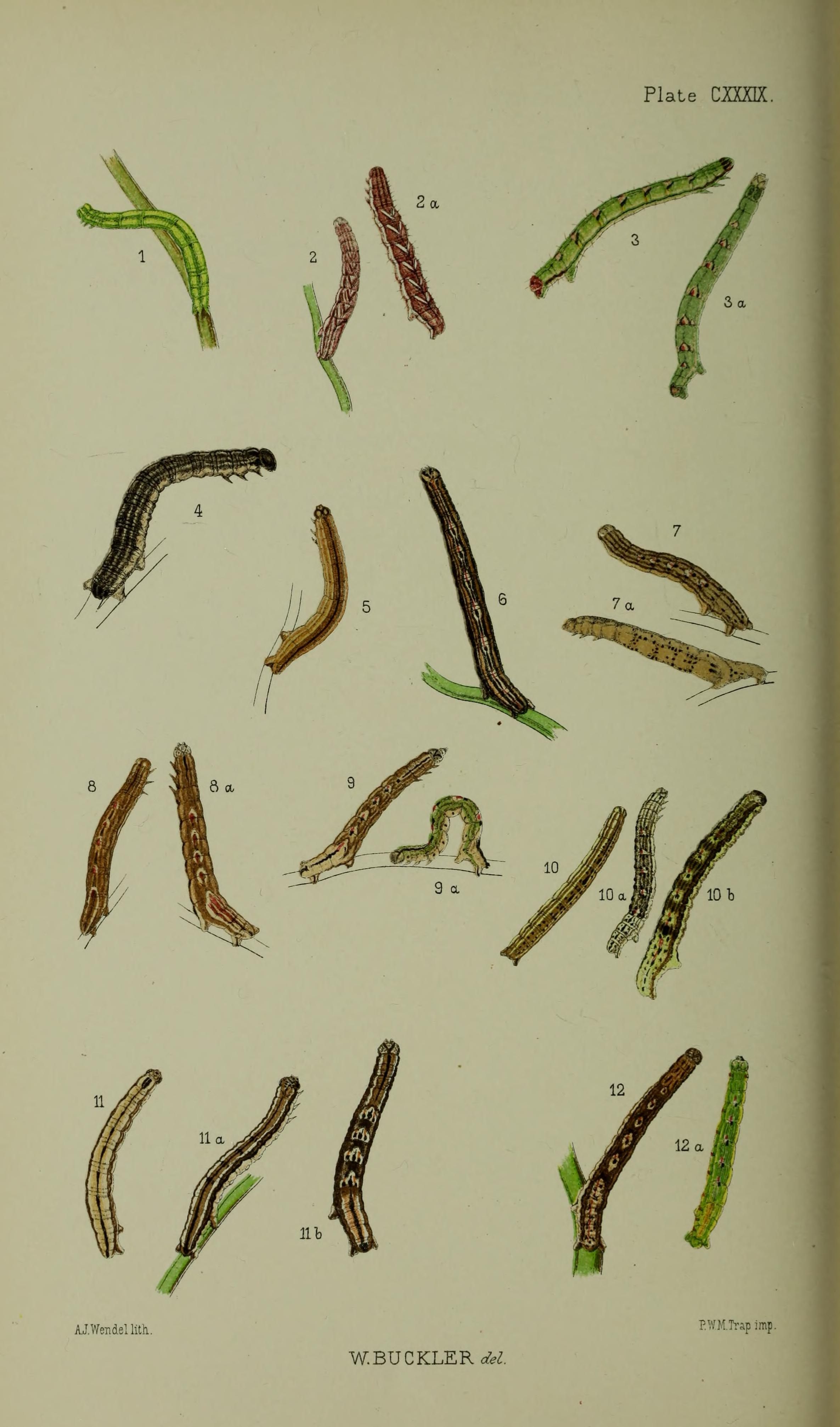
Рис. 2, 2a — гусеницы

Гусеницы коричневатые, с яркими угловатыми отметинами на спине и яркими полосами на боках. Куколка обычно блестящая красно-коричневая.

## Биология
На юге Великобритании у этого вида два поколения (с мая по начало июля и с августа по середину октября), а на севере — один выводок. Мотыльки летают с мая по август на Британских островах и с середины апреля по октябрь в других частях ареала. Они активны с наступлением сумерек. Гусеницы питаются с июня по сентябрь на различных видах полевой травы (в основном Galium mollugo и Galium verum). Гусеница впадает в спячку. Окукливаются в коконе.